# Merremia semisagitta
Merremia semisagitta är en vindeväxtart som först beskrevs av August Heinrich Rudolf Grisebach och Albert Peter, och fick sitt nu gällande namn av James Edgar Dandy. Merremia semisagitta ingår i släktet Merremia och familjen vindeväxter. Inga underarter finns listade i Catalogue of Life.